# Conchidium filiforme
Conchidium filiforme är en orkidéart som först beskrevs av Robert Wight, och fick sitt nu gällande namn av Stephan Rauschert. Conchidium filiforme ingår i släktet Conchidium, och familjen orkidéer. Inga underarter finns listade i Catalogue of Life.